# Guerras Clon
En el universo ficticio de Star Wars, se les conoce como Guerras Clon al conflicto armado que hubo entre la República Galáctica y la Confederación de Sistemas Independientes (también conocidos como separatistas). Fue el mayor conflicto bélico en la galaxia y enfrentó a dos de los más grandes ejércitos formados en su historia, dividiendo cada uno de los planetas habitados. El nombre de la guerra fue llamado así en honor al ejército de clones utilizados por la República.
Esta guerra fue comenzada, dirigida, mantenida y terminada por el señor oscuro de los Sith Darth Sidious, quien como tal incitó a los separatistas a la guerra, mientras que con su identidad del canciller supremo Palpatine, declaró la guerra a los separatistas, logrando de esa manera dirigir a los dos bandos al mismo tiempo. Con dicho conflicto, Sidious cumplió con sus principales objetivos, la transformación de la República en el Imperio Galáctico con él como su emperador, así como lograr la misión que sus predecesores Sith nunca habían conseguido; exterminar a la Orden Jedi.
El concepto de las Clone Wars fue creado y desarrollado por el director y creador de Star Wars, George Lucas, basándose en acontecimientos históricos, políticos y militares ocurridos en el mundo real. Dicho conflicto es mencionado por primera vez en Una nueva esperanza por los personajes de Luke Skywalker y la princesa Leia aunque nunca se les vuelve a mencionar ni explicar con detalles en la trilogía original. Además, los datos otorgados antes del estreno de las precuelas eran bastante vagos e imprecisos. Pero con el estreno de los episodio II y III, las series animadas, y la publicación de novelas, guías y cómics puestos a la venta posteriormente, consiguieron desarrollar dicho concepto de manera más completa.

## Historia ficticia

### EnLa amenaza fantasma
Los orígenes de las Clone Wars se remontan a 10 años antes, durante el bloqueo de Naboo por la Federación de Comercio como respuesta a las tasas de rutas comerciales del Borde Exterior. Las consecuencias fueron la elección del senador Palpatine de Naboo como canciller supremo de la República, quien prometió la finalización de la corrupción que plagaba el Senado Galáctico. Sin embargo, no se vieron resultados en los primeros años de mandato y la desmilitarización de la Federación fue vista por muchos como un mínimo escarmiento, ya que Nute Gunray, el virrey de la Federación de Comercio, manipuló la situación para evitar cualquier tipo de ataque contra él por su actuación en el conflicto de Naboo (a pesar de la oposición hacia él de parte de Padmé Amidala).
Con la ayuda de los caballeros Jedi Qui-Gon Jinn y Obi-Wan Kenobi, todos escapan en la nave de la reina, en dirección al planeta Coruscant, capital de la República, pero al salir del planeta son atacados por flotas de la Federación, y resulta dañada. Por esa razón, deben aterrizar en el planeta Tatooine para repararla. Allí se dirigen hacia un negocio de repuestos atendido por Watto, quien posee como esclavo a un niño llamado Anakin Skywalker, quien les ayuda a conseguir sus repuestos después de ganar una carrera de vainas, ganando con ello su libertad, por lo que decide a viajar a Coruscant con ellos.
Una vez en Coruscant, Qui-Gon y Obi-Wan se dirigen hacia el Consejo Jedi para proponer el entrenamiento de Anakin, pero es rechazado, debido a que el Consejo se opuso a ello porque no veían a Anakin como el Elegido. Por su parte el senador Palpatine convence a Padmé de votar en contra del canciller supremo Valorum por no tomar medidas respecto a la toma de Naboo. Ella vota a favor, consiguiendo con ello allanar el camino de Palpatine hacia el cargo, pero decide después, en contra de la opinión de este, regresar hacia Naboo con los jedis.
En Naboo, Padmé se revela ante el líder de los gungan y logra pactar una alianza con ellos en contra de la Federación de Comercio. Los gungan, bajo la autoridad de Jar Jar Binks, luchan contra los droides de la Federación en tierra. Al mismo tiempo, Padmé y su grupo capturan al virrey Gunray. Por otro lado, Obi-Wan y Qui-Gon se encuentran nuevamente con Darth Maul, y comienzan a luchar con él. En la pelea, Qui-Gon muere en manos de Darth Maul, quien es vencido luego por Obi-Wan. En sus últimas palabras, Qui-Gon le pide a Obi-Wan que entrene a Anakin. Por último, la nave de la Federación que controlaba a los droides en Naboo es destruida por Anakin con ayuda de una nave espacial. El senador Palpatine es elegido como el nuevo canciller supremo de la República, cumpliendo con la primera fase de su plan, y la reina Amidala establece la paz con los gungan.

### EnEl ataque de los clones
Tras el segundo ataque contra la vida de Amidala, el Consejo Jedi eligió al maestro Obi-Wan Kenobi para investigar quien estaba detrás de los atentados contra la senadora, mientras que su aprendiz Anakin Skywalker la escoltaba hasta Naboo. La búsqueda de Kenobi lo lleva hasta el planeta Kamino, donde descubrió un ejército de clones, que constaba de doscientas mil unidades, con otro millón en producción. Allí se encontró también con Jango Fett, quien intentó escapar a Geonosis, pero fue seguido por Kenobi. Este trató de enviar un mensaje al Consejo Jedi, pero fue capturado. En Tatooine, Mace Windu ordenó a Anakin proteger a Padmé sin salir del planeta, pero Padmé, sin embargo, decidió viajar a Geonosis a rescatar a Obi-Wan. Sin embargo, también fueron capturados, y los tres fueron condenados a una ejecución pública.
Con el conocimiento de la existencia de un ejército separatista, el Senado, bajo la propuesta del ayudante de Padmé, Jar Jar Binks, decide darle al  canciller Palpatine poderes especiales de emergencia y así poder formar el Gran Ejército de la República con los clones que había creado en secreto.
La batalla de Geonosis es la primera intervención activa de los soldados Clones, marcando con ello el inicio de las Guerras Clon. El combate tuvo lugar después de que las fuerzas separatistas capturaran al maestro jedi Obi-Wan Kenobi en Geonosis, acusándolo de espiar para la República. Anakin Skywalker y la senadora Padmé Amidala fueron igualmente capturados cuando intentaron rescatarlo, siendo los tres condenados a muerte. Un equipo de ataque jedi liderado por el maestro Mace Windu tomó el estadio. La misión de rescate causó innumerables bajas jedi, así como la muerte de la plantilla del ejército de clones, Jango Fett. Aunque los jedi consiguieron defenderse durante algún tiempo, estaban siendo acosados por una fuerza muy superior en número de droides de combate. Cuando ya estaban preparados para el final, el ejército de clones, bajo el mando del maestro Yoda irrumpió desde el cielo haciendo descender cañoneras de la República.
El conde Dooku, viendo que la batalla estaba perdida, tomó los planos del arma definitiva separatista (los planos de la Estrella de la Muerte) y voló a un hangar secreto. Allí fue interceptado por Obi-Wan y Anakin, de quienes pudo deshacerse cortando el brazo derecho a Anakin y dejando herido a Obi-Wan. Sin embargo, fue forzado a retirarse al enfrentar a un rival mayor como era el maestro Yoda, pudiendo así finalmente escapar. Una vez en Coruscant, Dooku se encuentra con Darth Sidious a quien le informa sobre el inicio de la guerra.

### En las series animadas
Además de la trilogía de precuelas, salieron dos series animadas las cuales relatan las aventuras que tienen los protagonistas en medio de las Clone Wars, enfocándose especialmente en los personajes de Anakin Skywalker y su maestro Obi-Wan Kenobi.

#### Serie de 2003

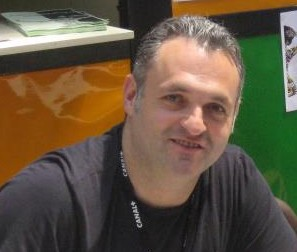
Genndy Tartakovsky, creador de la serie animada de Clone Wars en 2D.

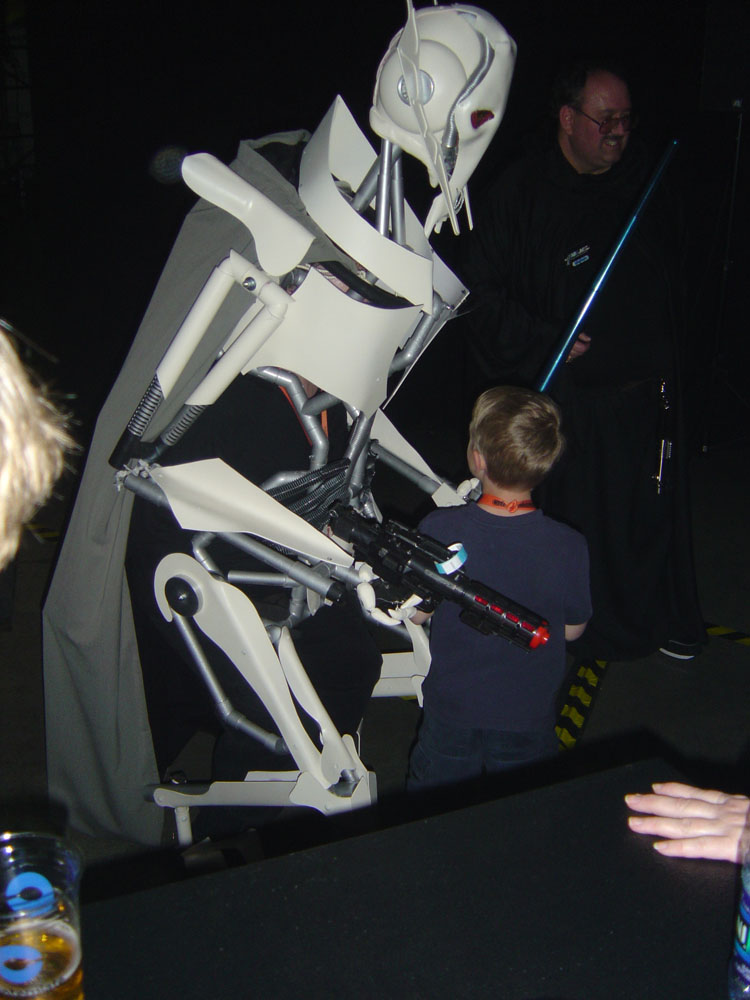
Disfraz del general Grievous construido por un fan. Dicho personaje hizo su primera aparición en la serie de Tartakovsky.

La primera serie animada, producida en 2003, fue dirigida por Genndy Tartakovsky, utilizando animación tradicional y su característico estilo de dibujo. Fue estrenada en Cartoon Network, en una serie de cortometrajes de 3 a 5 minutos cada uno llegando a 20 capítulos y una última tanda de 5 episodios con una duración más larga de 15 minutos llegando a 25 capítulos en total.
Los primeros 20 episodios enfatizan una historia central a través de una secuencia de variadas batallas tanto internas como externas a ella. Esta historia se centra en una cazarrecompensas llamada Asajj Ventress enviada por el conde Dooku para asesinar a Anakin Skywalker. Esta logra encontrar a Skywalker y luego de una persecución se enfrentan en un duelo en Yavin IV donde Anakin sale victorioso a costa de sentimientos de furia y miedo, iniciando su descenso al lado oscuro de la Fuerza.
Además de la historia central ocurren varias batallas en el transcurso de las dos primeras temporadas, entre ellas: la de Mace Windu en Dantooine, Obi-Wan Kenobi contra un cazarrecompensas llamado Durge, Kit Fisto contra una tropa de Quarren en Mon Calamari, el rescate en Illum de Luminaria Unduli y su aprendiz Barriss Offee por el maestro Yoda, y la batalla en Hypori que marca la primera aparición del General Grievous.
Los últimos 5 episodios se focaliza en las aventuras de Obi-Wan Kenobi y Anakin Skywalker en variados territorios, tal como se menciona en el episodio tres. Anakin es ascendido a Caballero Jedi, y como tal, continua combatiendo por la república junto a su maestro obteniendo muchas victorias. En estos capítulos, Anakin es sometido a una prueba espiritual en donde se le revela su futuro como Darth Vader. Por otro lado, Coruscant es atacado por la Confederación de Sistemas Independientes como distracción para que el General Grievous se infiltre y proceda a secuestrar al Canciller Palpatine. Mace Windu contacta con Skywalker y Kenobi para encomendarles el rescate del canciller, terminando la serie y dando inicio a los acontecimientos del episodio III.

#### Película de 2008

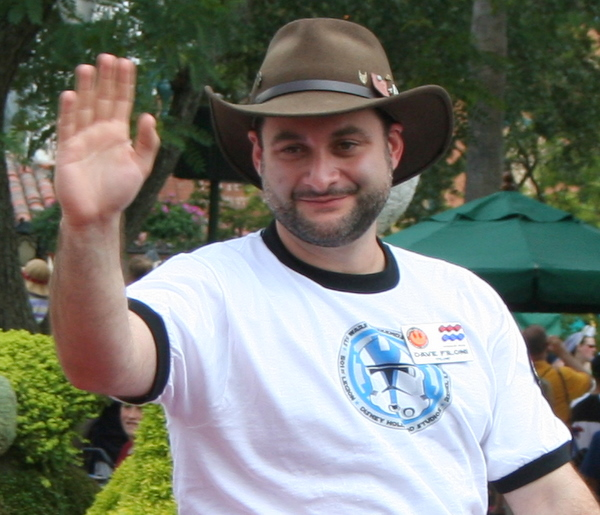
Dave Filoni, director de la película y también director de la serie 3D, estrenada en 2008.

En 2008, se estrena película de animación CGI de Star Wars, dirigida por Dave Filoni. Al igual que la serie de Tartakovsky, esta se enfoca en las aventuras de Anakin y Obi-Wan durante las Clone Wars. El hijo de Jabba el Hutt, Rotta el Hutt, ha sido raptado, para resolver el misterio, el maestro Yoda envía a la misión a Anakin Skywalker. El conde Dooku intentará impedirlo, para ello recurre tanto a la general Asajj Ventress como a sus propias tropas. Entretanto, Dooku gana tiempo engañando a Jabba, haciéndole creer que fueron los Jedis quienes han raptado y asesinado a su hijo. En dicha película, se introduce un nuevo personaje protagónico, Ahsoka Tano quien es designada como aprendiz de Skywalker, para disgusto de este.

#### Serie de 2008

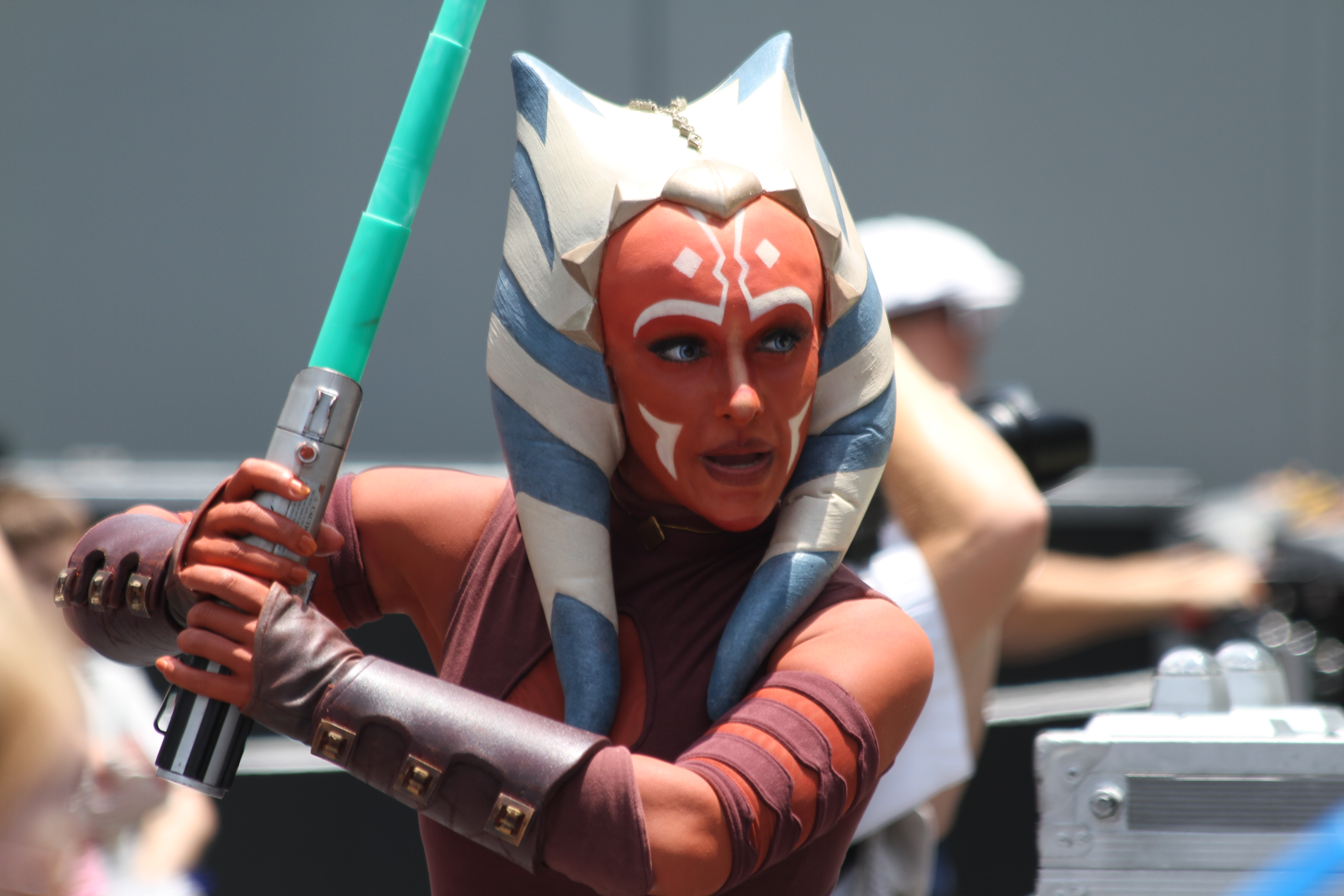
Cosplayer interpretando al personaje de Ahsoka Tano. Dicho personaje fue introducido en la película The Clone Wars y tiene un papel importante en la serie 3D como aprendiz de Anakin Skywalker.

En 2008 se estrena otra serie de televisión para Cartoon Network, utilizando la misma tecnología CGI que la película, creada por George Lucas y dirigida también por Filoni. Esta serie tuvo una duración de 7 temporadas y 133 episodios producidos. 
En la temporada 1, se muestra una amplia variedad de batallas y aventuras con Grievous y Dooku como los antagonistas principales. Tanto la República como los separatistas intentan convencer a varios planetas y razas a que se unan con ellos. En la temporada 2, los Sith recurren a los cazadores de recompensas y mercenarios para robar objetos o asesinar objetivos para ellos. Mientras tanto, los Jedi conducen las fuerzas de la República en un asalto a la planta de fabricación de droides de batalla principal. En las Temporada 3 y 4 se enfocan principalmente en temas fuera del campo de batalla. La tercera temporada, relata muchas historias de diferentes razas y planetas se ven afectados por la guerra a escala galáctica se muestran, así como la forma del Senado de la República puede hacer una diferencia al igual que el Consejo Jedi. En la temporada 4, se introducen a las hermanas de la noche así como el regreso de Darth Maul, esta vez acompañado de su hermano Savage Oppress, quien busca venganza en contra de Kenobi por cortarlo en dos. En la segunda parte de ambas temporadas, Anakin se acerca un poco más al lado oscuro de la fuerza. En la temporada 5 se enfoca más en el personaje de Ahsoka así como en la rebelión en el planeta Mandalore y la caída de Barris Offee al lado oscuro. Mientras tanto, los separatistas ganan más terreno, y Darth Sidous interviene para detener a su ex discípulo Maul a quien captura y al mismo tiempo asesina a su hermano Savage. La temporada 6 explora temas que son muy cruciales como la creación de los clones y los detalles detrás de la Orden 66. El canciller Palpatine gana aún más poder, y Yoda se sumerge más profundamente en la naturaleza de la fuerza.

### EnLa venganza de los Sith
Las Clone Wars continúan, y después de un ataque masivo a la capital, Coruscant, el general Grievous logra capturar al canciller Palpatine. Los jedi Obi-Wan Kenobi y Anakin Skywalker encabezan una misión para rescatar al canciller y detener a Grievous. Después de abordar la nave "La Mano Invisible" y localizar al canciller Palpatine, los jedi tienen un encuentro con el conde Dooku, en el cual Anakin vence y decapita al conde. Después de muchos problemas y un combate con el general Grievous, los jedis logran rescatar al canciller. Más tarde Palpatine nombra a Anakin como su representante directo ante el Alto Consejo Jedi, dicha decisión causa malestares y desacuerdos entre la Orden y Anakin.
Más adelante, Obi-Wan viaja a Utapau para capturar al general Grievous. La Orden Jedi confía en que, con la detención del último líder separatista, la guerra terminará con la victoria de la República Galáctica. Mientras tanto, en Coruscant, Anakin logra percatarse de que Palpatine conoce demasiados detalles acerca del Lado Oscuro de la Fuerza, por lo que comienza a desconfiar de él. Entonces el canciller se revela, sorpresivamente, como Darth Sidious, el Señor Oscuro de los Sith. Desconcertado, Anakin acude al Alto Consejo para notificarle de la verdadera identidad del canciller, aunque el maestro jedi Mace Windu  decide acudir a la oficina de Palpatine junto a otros tres maestros. Sin embargo, el canciller comienza un duelo de sables de luz contra ellos, logrando asesinar a los acompañantes de Windu. A su llegada a la oficina de este, Anakin encuentra a Palpatine herido y desarmado por Windu, quien pretende asesinarlo. Anakin desarma a Windu cortándole la mano con la que sostenía su sable de luz y es asesinado por los ataques de rayos producidos por el Sith Oscuro. Después de asesinar a Windu, Sidious finalmente convence a Anakin de unírserle como su nuevo aprendiz, dándole el nombre de Darth Vader.
Anakin, convertido ya en Sith, acude al Templo Jedi para asesinar a todos los jedis en el, sin importar su edad y rango. A su vez, Sidious da órdenes precisas a los clones activos en la galaxia, para eliminar a sus respectivos generales jedi, mediante la promulgación de una directiva programada bajo la Orden Secreta Número 66. Con dicha resolución, la mayoría de los maestros jedi son asesinados por sus propias tropas de combate. Únicamente los jedi Yoda y Obi-Wan logran sobrevivir, a lo que pasaría a ser definido como la purga Jedi, y ponerse a salvo con la ayuda del senador Bail Organa. Mientras tanto, Darth Vader, tras asesinar a todos los jedis del Templo, es enviado al planeta Mustafar por su nuevo maestro para asesinar a los líderes separatistas de la Confederación de Sistemas Independientes, cosa que logra con facilidad, desactivando al ejército de droides separatistas y terminando de esa manera con la Guerra de los Clones.

## Universo expandido
En el universo expandido de Star Wars —todas las historias narradas fuera de las películas y las series— se explican tanto el origen como el trasfondo de las Clone Wars de manera más profunda y detallada, así como los efectos que esta guerra tiene dentro de la Galaxia y sus habitantes. 

### Antes del Episodio I

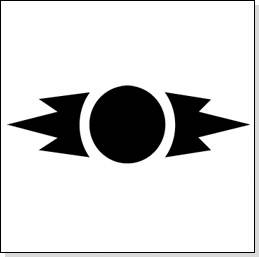
Símbolo de la antigua Orden de los Sith, la cual fue destruida aproximadamente mil años antes del inicio de las Clone Wars. Su último miembro vivo, Darth Bane, se escondió de los Jedi y estableció la Regla de Dos para poder mantener viva la orden y poder cobrar venganza algún día contra la República y los Jedi. Dicha venganza finalmente se cumple gracias al Señor oscuro del Sith Darth Sidious.

A 10 siglos antes de los hechos de la Amenaza fantasma, La República Galáctica con la ayuda de la orden Jedi lograron derrotar a la orden de los señores oscuros Sith, un grupo de usuarios del lado oscuro de La Fuerza con ideologías opuestas a los Jedi y fuertes ambiciones de dominar la galaxia. Su último sobreviviente Darth Bane decide establecer una nueva forma de aprendizaje que llegaría a ser conocida como la Regla de Dos, esto es, la existencia de solo dos señores de los sith, un maestro y un aprendiz, y que este último una vez superado a su maestro lo asesine tomando su lugar y buscando un nuevo aprendiz continuando con el ciclo. Bane hace lo propio tomando como aprendiz a una pequeña huérfana de la guerra a quien nombra Darth Zannah la cual mata a su maestro una vez completado su entrenamiento y tomando una nueva aprendiz. Dicho proceso mantiene oculto a los Sith quienes por diferentes maneras y siempre en secreto, comienzan una campáña de sabotaje en contra de la República y los Jedis hasta los tiempos de Darth Plagueis.
Darth Plagueis se convierte en el nuevo señor oscuro de los Sith y, al igual que sus antecesores, adoptó a un nuevo aprendiz al que conoce en el planeta Naboo, un joven de familia noble llamado Palpatine a quien nombra Darth Sidious. Entre los dos —Plagueis disfrazado como un comerciante llamado Hego Damask— continúan con su plan para desestabilizar la República y comienzan a relacionarse con las diferentes asociaciones galácticas que en el futuro formarían La Confederación de Sistemas Independientes. Sin embargo, Plagueis comenzó una serie de experimentos con los cuales se proponía manipular las Midiclorians desafiando la naturaleza de la fuerza. En consecuencia, esta concibió por medio de una mujer esclava, un joven destinado a cumplir la profecía del elegido en darle equilibrio a la fuerza y derrotar a los Sith, Anakin Skywalker, cosa que aterró a Plagueis.
Mientras tanto, Sidious adopta un Zabrak como nuevo aprendiz al que llama Darth Maul, quien empieza a cumplir misiones secretas para su maestro quien, a la vez, ha tomado la decisión de deshacerse de Plagueis, cosa que consigue durante el bloqueo de Naboo cuando este trata de conocer al joven Anakin Skywalker para evitar que cayera en manos de los Jedis. Una vez muerto su maestro, Sidous decide continuar con el plan de conquistar la galaxia él solo. Para ello, logra conseguir el puesto de canciller supremo de la república sacando provecho de la situación de su planeta, y pesar de perder a su aprendiz a manos de Obi-Wan Kenobi, Palpatine se muestra satisfecho con el final del bloqueo y a la vez pone sus ojos en el joven Skywalker a quien empieza a considerar como futuro aprendiz.

### Entre los episodios I y II
Después de los acontecimientos de La Amenaza Fantasma, Palpatine (en su papel de Darth Sidious) contacta con el experimentado Maestro Jedi, el Conde Dooku. Habiendo perdido a Darth Maul, Palpatine tiene la necesidad de encontrar un nuevo aprendiz. Y Dooku, que había perdido su fe en la República tras la batalla de Galidraan, fue considerado como la persona perfecta para ese puesto. Habiendo matado a su antiguo amigo, el Maestro Sifo-Dyas para convertirse en Darth Tyranus, Palpatine ordenó a Dooku eliminar todas las referencias a Kamino de los Archivos Jedi, evitando así que los Jedi descubrieran el ejército de clones que se estaba fabricando secretamente, utilizando al cazarrecompensas Jango Fett como modelo original.
Mientras que el futuro Gran Ejército de la República estaba siendo preparado en Kamino, otras fuerzas de guerreros clones estaban siendo ya activados en el resto de la Galaxia. Los clonadores y sus productos no eran ningún secreto para Jedis como Obi-Wan Kenobi y comerciantes como el antiguo traficante de armas Dexter Jettster; y, cuando el Vuelo de Expansión fue destruido en el año 27 ABY, los ejércitos militares de la República Galáctica realizaron pruebas de combate con guerreros clones, que se demostraron muy inestables y propensos a desarrollar locura debido a su crecimiento acelerado. Los veteranos de estas campañas, como el futuro Gran Almirante Gilad Pellaeon, considerarían estas campañas como el comienzo de las Clone Wars; pero, para la mayoría de la gente, eran solo un síntoma de la situación de malestar que la República sufría en ese momento.
En el año 24 ABY, Palpatine cumplió su octavo año en la Cancillería Suprema, y su mandato llegaba a su final. Aproximadamente al mismo tiempo, Dooku surge en Raxus Prime, declarando su intención de crear una Confederación de Sistemas Independientes, un grupo de organizaciones privadas y gobiernos con derecho a voto cuyo objetivo era separarse de la República. Temiendo qué pasaría si esta facción conseguía su propósito, el Senado permitió a Palpatine mantenerse en el cargo más tiempo del permitido por la Constitución Galáctica.
Durante los dos años siguientes, muchos sistemas abandonaron la República para unirse a la Confederación; Ando, Geonosis, Tynna, Sy Myrth y Yag'Dhul fueron algunos de ellos. A ellos se unieron los sectores Elrood, Danjar, Tantra y Sluis, dejando gran parte de la Ruta Comercial Rimma bajo el control de la Confederación. Estos sectores fueron seguidos por el Sector Abrion que facilitó a la Confederación unos 200 mundos agrícolas, y el Sector Lahara que trajo a Agamar, Oorn Tchis y el cruce de caminos hiperespaciales Mirgoshir. Sin embargo, aunque Ando se unió a la Confederación, las Colonias Libres Anodanas permanecieron leales a la República.
Más tarde, a ellos se les unirían las mayores entidades corporativas de la Galaxia: Talleres de Blindaje Baktoide, el Gremio de Comerciantes, la Alianza Corporativa, la Unión Tecnológica, el Clan Bancario Intergaláctico y la Federación de Comercio. Coruscant pasó a ser objetivo de ataques terroristas. Uno de ellos fue el ataque a la senadora de Naboo, Padmé Amidala, cuando volvía para votar sobre el Acta de Creación Militar, ley que le daría al Canciller los derechos para crear un ejército que defendiese a la República de la amenaza Separatista, dándose inicio así a los acontecimientos del Episodio II.

### Entre los Episodios II y III
Una vez comenzadas las Clone Wars los Jedis son inmediatamente designados a servir en el ejército de la República en calidad de comandantes y generales de las tropas de clones, dicha orden no es del agrado de mucho de ellos debido a su filosofía pacifista, pero que cumplen sin problema algunos. La Galaxia se encuentra dividida adoptando los Sistemas estelares uno u otro bando conforme la guerra se intensifica mucho más.
En los cómics de Star Wars Republic (publicados por Dark Horse), narran las aventuras que tienen los Jedi durante la guerra, las cuales son las siguientes:
- Los Jedis descubren un plan de los separatistas en el cual buscan destruir las instalaciones en el mundo de Kamino y con ello paralizando la producción del ejército de clones para la República. Obi-Wan Kenobi y Anakin Skywalker son parte de un escuadrón de combate Jedi enviados para proteger Kamino. Hay héroes que luchan por la causa separatista, así como para la República. Mientras tanto, Mace Windu, uno de los líderes del Consejo Jedi, debe hacer frente a un debate moral y filosófico entre los miembros de la Orden, una cuestión que revela la traición del maestro Jedi Sora Bulq y otros quienes deciden pasarse al bando de los separatista, así como la aparición de una nueva Jedi Oscura (Asajj Ventress) quien está trabajando en alianza con Dooku.

- La amenaza de los Separatistas aumenta más. Dooku con la ayuda de Ventress y Durge, un cazador de recompensas extraterrestre imposible de matar, deciden usar armas biológicas mortíferas que afectarán tanto a los clones como a los seres vivos sin importar su especie, incluidos Jedi, pero está no tendría efecto alguno en lo droides. Obi Wan Kenobi con la ayuda un grupo de Jedis nómadas logran encontrar la cura aunque para ello junto a los soldados clones lucharán hasta el límite de sus fuerzas.

- Más tarde, Kenobi y Skywalker se encuentran al mando de un regimiento de Clones en los campos de batalla de la en el mundo lluvioso de Jabiim . Con sus líneas de suministro escasas y refuerzos que no pueden aterrizar debido a las tormentas perpetuas, el Jedi y su ejército se han convertido en un blanco fácil para los rebeldes comandados por Alto Stratus y sus élites de guerreros Nimbus. Pero la situación va de mal en peor cuando el General Kenobi ha desaparecido en combate, y Anakin se une a un grupo de jóvenes Jedis sin maestro. Finalmente Stratus es vencido pero las pérdidas entre Jedis y clones son graves, incluyendo al maestro kenobi. Sabiendo que la misión en Jabiim está condenada al fracaso, Anakin se ve obligado a retirarse del planeta a pesar de las feroces críticas de sus habitantes.

- Ki Adi-Mundi decide asignar a Anakin una misión en el planeta Aargonar con la que tendrá que lidiar, por cuestiones personales, con un maestro Jedi de raza Tusken llamado A´shard Hett. El planeta, muy similar a Tatooine, forma parte de la línea que separa a las fuerzas Republicanas y a las tropas droide de la confederación de sistemas independientes y los enfrentamientos allí son terribles.

- En el planeta Brentaal IV con las tropas de Shogar Tok, un líder local que se ha unido recientemente a la coalición separatista liderada por el conde Dooku toma el poder, Los Jedi deben de mantener el planeta dentro de la República debido a que en él se controla la principal ruta hyperespacial que da acceso al Cúmulo de Tion, pero el asalto republicano fracasa estrepitosamente debido a que Tok posee una fortaleza bien protegida por cañones iónicos y por un campo de energía que la protege de los ataques lanzados desde el espacio por las naves del Maestro Plo Koon, por lo que la maestra Jedi Shaak Ti con la ayuda de Quilan Vos y otros logran derrotar a Tok.

- En una base del planeta Rattatak, Obi-Wan, después de haberse separado de Skywalker, fue tomado prisionero y es sometido a un fuerte interrogatorio por Asajj Ventrees quien desea probar a su maestro Dooku lo débil que es Kenobi, pero este logra escapar con la ayuda de otros y de paso, llega a conocer el pasado de Ventress con quien tiene un difícil combate. Más adelante Kenobi logra escapar del planeta para poder reunirse con el maestro Mundi y su aprendiz para felicidad de este.

- El maestro Yoda, viaja hasta el planeta Thustra en donde se encuentra con un viejo amigo, Alaric el rey de lo Sephi, y cree que puede detener la confrontación pero cuando descubre que este ya ha tomado bando con los separatistas, se ve obligado a eliminarlo perdiendo también a muchos jóvenes padawans. Aayla Secura, Kit Fisto y otros se encaminan en busca de un grupo de piratas que termina en un combate entre Aayla y la pirata Aurra Sing. El maestro Jedi Quinlan Vos por su parte se encuentra al Conde Dooku quien le propone unirse a su causa ya que sabe que Vos alberga oscuridad en su corazón, aunque Vos acepta en un principio, el Conde aún posee reservas hacia él y decide mantenerlo vigilado.

- En Coruscant, la situación política se vuelve más complicada, Palpatine cada vez acumula más poderes a pesar de las críticas de algunos senadores como Bail Organa y Mon Mohtma. Organa tiene sus dudas sobre el camino que la República está tomando, este se encuentra con un viejo amigo, el excanciller Finnis Valorum quien le advierte sobre el peligro que Palpatine representa, pero muere más adelante en un "accidente" de transporte.

- El Jedi oscuro Sora Bulq, como aliado de Dooku, decide formar un nuevo ejército de Clones de raza Morgukai para poder ganar la guerra pero es detenidos por Aayla Secura y Qinlan Vos, este último volviendo a ser un jedi lográ matar a Sora Bulq. Mientras tanto, Obi Wan Kennobi obsesionado con encontrar Ventress se adentra junto con Anakin en una misión al núcleo en donde caen en una trampa a manos de Durge, pero logran salir indemnes de ella y Durge es eliminado finalmente por Skywalker.

### Después del Episodio III
Una vez terminadas la guerra de los clones, Palpatine ya como emperador inicia una cacería en contra de los Jedi con el propósito de exterminar la única amenaza contra su nuevo y despótico gobierno. En Mustafar, Darth Vader se encuentra con su esposa Padme quien queda horrorizada por el cambio de su esposo y, creyéndose traicionado por ella al descubrir que Obi Wan venía en la misma nave, la ahorca hasta casi matarla. Kenobi y Skywalker tienen un largo duelo que termina con la derrota de este último quien de paso queda mutilado y horriblemente desfigurado por las quemaduras de tercer grado, pero dejado con vida por su viejo maestro quien se lleva a Padme consigo. Palpatine llega a Mustafar y logra rescatar a Skywalker pero este se ve obligado a usar un traje especial por el resto de su vida, además de descubrir que ha matado a su esposa, cosa que él buscaba evitar a toda costa y Vader en estado de furia destruye el centro médico en donde se encontraba. En otra parte, Padme muere efectivamente después de dar a luz a los gemelos que nombra Luke y Leia. Obi Wan, Yoda y Organa deciden separar a los niños, por lo que Leia es adoptada por Organa como hija y se va a vivir con él al planeta Alderaan, mientras que Luke es cuidado por Obi Wan y llevado al planeta Tatooine para ser cuidado por sus familiares más cercanos, Owen y Beru Lars.

### Canon de Disney
En 2012, LucasFilm fue adquirida por Walt Disney Company, pasando a ser una de sus divisiones. Durante este proceso, decidieron hacer un reinicio al universo expandido de Star Wars estableciendo como canónicos únicamente las seis películas de la Saga, la película y serie animada en 3D, así como todos los productos que ellos autoricen desde 2015.

## Alusiones
Al igual que todos los temas de Star Wars, las Clone Wars toma prestado de múltiples influencias míticas, literarias, históricas y paralelismos. Escritores y críticos han debatido sobre los que los paralelos son más prominentes o coherente.

### Políticos y Militares
Las Clone Wars y sus resultados se presentan como el catalizador que desplazó a la República Galáctica de una democracia a una dictadura. En una entrevista de 2002 para la revista TIME, el creador de Star Wars, George Lucas, explica:

Todas las democracias se convierten en dictaduras, pero no por un golpe de Estado. La gente da su democracia a un dictador, se trate de Julio César, Napoleón o Adolf Hitler. En definitiva, la población en general va de la mano con la idea. ¿Qué tipo de cosas empuja a las personas y las instituciones a tomar este sentido? Esa es la cuestión que he estado estudiando: ¿cómo se convirtió la República en el Imperio?. .. ¿Cómo una buena persona se hace mala, y cómo una democracia se convierte en una dictadura?

En el Ataque de los Clones, Palpatine orquesta el movimiento separatista (y las guerras clones que siguieron) para preocupar a los ciudadanos de la República, obligando al Senado a que le conceda poderes de emergencia. Según el personaje de Obi-Wan Kenobi, estos poderes se incrementan a medida que las Clone Wars se convierten en una búsqueda del General Grievous, que reemplaza al Conde Dooku, como líder de los separatistas. Durante la Venganza de los Sith, Palpatine se declara emperador por culpar a los Jedis de los problemas de la República, resultando en una Purga Jedi a través de la Orden 66.
Se han hecho comparaciones entre los aspectos políticos de las Clone Wars y los acontecimientos que condujeron a la Segunda Guerra Mundial. El presentador de radio Clyde Lewis encuentra similitudes históricas en la Guerra de las Galaxias: afirma que las tácticas de Palpatine son paralelas a las de Adolf Hitler y la Alemania nazi, ambos líderes aprovecharon las guerras y los chivos expiatorios para manipular el estado emocional de la sociedad, proporcionando así el liderazgo con el apoyo y el poder. Este punto de vista se expresa también en un editorial en un Sitio Web no Oficial sobre las Clone Wars. Otro escritor compara las Guerras Clon con la Segunda Guerra Mundial en general, basando su argumento en el hecho de que Lucas nació durante la generación del baby boom, y los tiempos oscuros de la trilogía original representan la oscura e incierta época de la guerra fría. Lucas, sin embargo, expresó en múltiples entrevistas que una de sus principales influencias para el telón de fondo político detrás de las Clone Wars (y todas las de Star Wars), fue el de la época de Vietnam/Watergate, cuando los líderes aprovecharon la corrupción para lo que creían era el mejor método de acción.

### Star Wars
Una parte de los vehículos desarrollados por los diseñadores gráficos de Lucasfilm, incluyendo los AT-TE y el andadores AT-XT, fueron creados para promover la continuidad tecnológica de las Clone Wars en relación con la Guerra Civil Galáctica, el conflicto central en la trilogía original las películas de Star Wars. Otros ejemplos de la continuidad tecnológica se muestran en la Batalla de Coruscant, en la que el caza ARC-170 fueron diseñados con el S-hojas, muy similar a las observadas en los diseños de los buques de las películas originales. Otros vehículos incluyen los AT-RT y el AT-AT.
En la trilogía original, las Clone Wars se hace referencia en Una Nueva Esperanza. Lucas dijo que primero había diseñado una historia de fondo que precedió a la trilogía original de los acontecimientos que rodean la época de la historia de Luke.

### Filmografía
- Lucas, George (1977). Star Wars: Episode IV - A New Hope. 20 Century Fox.
- Lucas, George (1999). Star Wars: Episode I - The Phantom Menace. 20 Century Fox.
- Lucas, George (2002). Star Wars: Episode II - Attack of the Clones. 20 Century Fox.
- Lucas, George (2005). Star Wars: Episode III - Revenge of the Sith. 20 Century Fox.
- Filoni, Dave (2008). Star Wars: The Clone Wars. Warner Bros.

## Lectura complementaria
- Raynolds, David West (1999). Episode I: The Visual Dictionary. DK Publishing. ISBN 0789447010.
- Raynolds, David West (2002). Star Wars: Attack of the Clones The Visual Dictionary. DK Publishing. ISBN 0789485885.
- Raynolds, David West (2005). Star Wars: Revenge of the Sith The Visual Dictionary. DK Publishing. ISBN 1-4053-0827-3.
- Rinzler, Jonathan (2005). The Making of Star Wars, Episode III - Revenge of the Sith. Del Rey. ISBN 0345431391.